# Dancu (okręg Jassy)
Dancu – wieś w Rumunii, w okręgu Jassy, w gminie Holboca. W 2011 roku liczyła 6444 mieszkańców.